# Zivilrecht (Polen)
Das Zivilrecht (polnisch prawo cywilne) ist ein Bereich des polnischen Rechtssystems, welches die rechtlichen Beziehungen von Privaten untereinander regelt. Dabei handelt es sich bei Privaten um Rechtssubjekte, dies können natürliche oder juristische Personen sein.

## Historische Entwicklung
Grundlage für das polnische Zivilrecht ist das aus dem Jahre 1964 stammende Zivilgesetzbuch (kodeks cywilny). Durch die Geschichte der Republik Polen hindurch finden sich im ZGB Spuren verschiedener europäischer Rechtsordnungen. Mit der Unabhängigkeit 1918 und den Bestimmungen des Versailler Vertrages sah sich die Zweite Polnische Republik vor der Herausforderung, eine Einheitlichkeit des Staates zu schaffen. Dabei mussten die unterschiedlichen Rechtssysteme der einzelnen Landesteile zu einem Gesamtsystem vereint werden. Aus diesem Grund wurde im Jahre 1919 eine Kodifizierungskommission, bestehend aus Professoren und Praktikern, ins Leben gerufen, die diese Aufgabe bewältigen sollte. So waren die Rechtssysteme des Deutschen Reiches, Frankreichs, Österreichs sowie das des russischen Zarenreiches anzugleichen. Trotz großer Bemühungen und eines vorläufigen Kodifizierungsergebnisses aus dem Jahre 1933, welches unter anderem ein neues Schuldrecht vorsah, konnten die Mitglieder des Ausschusses bis zum Ausbruch des Zweiten Weltkrieges kein endgültiges Endergebnis vorlegen.
Durch Dekrete trat im Jahre 1947 ein einheitliches Zivilrecht in Kraft. Dieses bestand maßgeblich aus den Ergebnissen des Kodifizierungsausschusses. Die Bedürfnisse eines sozialistischen Staates sollten dann auch in der Folge mit einem Entwurf des ZGB von 1949 Geltung erlangen, jedoch wurde dieser nie verabschiedet. So entstand im Jahre 1956 eine neue Kodifizierungskommission, die im Wesentlichen aus den ehemaligen Mitgliedern aus den 1920er Jahren bestand bzw. aus Mitgliedern von ehemaligen Mitarbeitern oder Studenten der ersten Kommission. Das Ergebnis dieser Kommission war dann schließlich das Zivilgesetzbuch aus dem Jahre 1964. In seinen wesentlichen Bestandteilen war dieses Zivilgesetzbuch ein modernes und konnte nach der politischen Wende 1989 bis auf wenige sozialistische Passagen auch so in die Dritte Polnische Republik übernommen werden. Vieles spricht also dafür, dass die Arbeit der letzten Kommission auf ein nichtsozialistisches Polen ausgerichtet war und so den rechtlichen und politischen Verhältnissen weit voraus war. Die Angliederung an europäische Vorgaben mit Beginn des 21. Jahrhunderts hatte jedoch zur Folge, dass der systematische Aufbau teilweise durchbrochen und die rechtssystematische Einheit teilweise nicht mehr gegeben ist.

## Aufbau des Gesetzes
Das polnische ZGB ist auf dem Pandektensystem aufgebaut und kennt somit die juristische Formel des „Vor-die-Klammer-ziehen“ eines allgemeinen Teils, der den anderen vorsteht. Es besteht im Wesentlichen aus vier Büchern:
- dem allgemeinen Teil,
- dem Sachenrecht,
- dem Schuldrecht,
- dem Erbrecht.

Das Familienrecht ist in Folge des russisch-sowjetischen Einflusses und mehrheitlich nichtvermögensrechtlicher Regelung als separates Gesetzbuch verfasst. Nach überwiegender Auffassung gehört es aber zum Regelungsbereich des Zivilrechts. Durch verschiedene Gegebenheiten sind traditionelle Bereiche des Zivilrechts aber in jeweils eigene Gesetze außerhalb des ZGB fixiert. So ist zum Beispiel das Wohnungsmietrecht und das Hypothekenrecht außerhalb des ZGB verortet. Auch die Umsetzung der europäischen Verbraucherkaufrichtlinien in nationales polnisches Recht hatten zur Folge, dass diese in einem eigenen Gesetz mündeten. Durch die daraus resultierende Uneinheitlichkeit wird häufig eine neue Regelung des ZGB in Erwägung gezogen. Zurzeit ist eine Überarbeitung für das Jahr 2013 geplant.

## Strukturmerkmale des Zivilgesetzbuches
Das polnische Zivilrecht, obwohl neben dem französischen vom deutschen Recht mit am meisten beeinflusst, kennt den Grundsatz des Abstraktionsprinzips nicht. Das bedeutet, dass nach polnischem Recht ein Verfügungsgeschäft nicht unabhängig wirksam von einem Verpflichtungsgeschäft ist. Das polnische Zivilrecht dagegen kennt nach französischem Recht die Grundsätze des Einheitsprinzips und des Kausalitätsprinzips. Das bedeutet, dass ein Verfügungsgeschäft immer eine bestehende wirksame Verpflichtung voraussetzt. Auch im Deliktsrecht dient der Code civil als Vorlage, da hier wie im französischen Rechtssystem nur eine Generalklausel nämlich der Art. 415 ZGB Anwendung findet. Aus dem deutschen Rechtskreis haben hauptsächlich die rechtlichen Begriffe sowie die Methodik Einzug gefunden.